# Hodge–Arakelovteori
Inom matematiken är Hodge–Arakelovteori av elliptiska kurvor en analogi av klassisk och p-adisk Hodgeteori för elliptiska kurvor, som utförs i samband med Arakelovteori.Hodge–Arakelovteori introducerades av Mochizuki (1999).
Mochizukis viktigaste jämförelsesats inom Hodge–Arakelovteori säger (ungefär) att rummet av polynomfunktioner av grad mindre eller lika stora som d över universalutvidgningen av en slät elliptisk kurva i karakteristik 0 är naturligt isomorfisk (via restriktion) till d2-dimensionella rummet av funktioner i d-torsionpunkter. Den kallas för en jämförelsesats eftersom den är en analogi för satser inom Arakelovteori som relaterar de Rhamkohomologi till singulär kohomologi av komplexa varieteter eller étalekohomologi av p-adiska varieteter.